# حسن‌آباد چایکند
حسن‌آباد چایکند یا حسن‌آباد روستایی در  بخش انگوران شهرستان ماه‌نشان استان زنجان ایران است که به نگین شهرستان نیز معروف است.

## جمعیت
بر پایه سرشماری عمومی نفوس و مسکن در سال ۱۳۹۵ جمعیت این روستا ۶۰۴ نفر (۱۷۲خانوار) بوده‌است.